# Álvaro Uribe
Álvaro Uribe Vélez, född 4 juli 1952 i Medellín, Colombia,  var Colombias president från den 7 augusti 2002 till den 7 augusti 2010. Han innehade presidentämbetet i två mandatperioder. Han återvaldes med stort stöd för en andra mandatperiod (2006–2010) den 28 maj 2006.

## Biografi
Álvaro Uribe är utbildad jurist från Antioquias universitet med avlagd examen 1977 och har även avlagt examen i Administration and Management samt Conflict Negotiation vid Harvard University. Han var guvernör i delstaten Antioquia 1995-1997 och från 1998-1999 var han student vid Oxfords universitet. Han är gift med Lina Moreno de Uribe och har två söner.

## Uribe som president
Uribe valdes med en mycket stor majoritet till president 2002 för det konservativa partiet med löften om att driva en hård linje mot den kommunistiska Farc-gerillan, vilket han också gjort. Enligt FN har Uribes politik gett positiva resultat, gerillornas narkotikaodlingar och antalet kidnappningar har successivt minskat i Colombia, för att öka i länder som inte agerat lika kraftfullt. Istället har narkotikaodlingen ökat i områden som nu officiellt kontrolleras av den colombianska regeringen. Detta gäller särskilt i de bördiga områdena i norra och nordvästra Colombia, där paramilitära styrkor och nybildade högermiliser tagit över kokainproduktionen tillsammans med lokala drogkarteller. I den välkända drogregionen Urubá har Farc och ELN sedan länge förlorat inflytande, vilket har lett till att paramilitärerna, bland dem soldater från den demobiliserade gruppen Autodefensas Unidas de Colombia (AUC), har fått kontroll över produktionen. Uribes administration har delvis medgivit dessa problem och pekar på "korruption bland lägre statstjänstemän" som en bidragande orsak.

## Kontroverser

### DAS-skandalen
I februari 2009 avslöjade colombianska journalister att Uribes säkerhetstjänst DAS (Departamento Administrativo de Seguridad) under flera år i hemlighet spionerat på Uribes politiska motståndare, i form av domare i Högsta domstolen, oppositionspolitiker, sociala aktivister och journalister. Den colombianska regeringen skyllde inledningsvis på "rövare" inom de egna leden, men senare kom det fram att tre av Uribes närmaste rådgivare, samt hans egna söner, är involverade i skandalen. Jorge Noguera, DAS-enhetens högsta chef, menar att Uribe kände till och godkände övervakningen av oppositionella och fackliga aktivister. Uribe förnekar alla anklagelser och menar att underordnade har agerat utan hans kännedom. Informationen från DAS har vid upprepade tillfällen skickats vidare till högermiliserna, och Jorge Noguera menar att detta gjordes på order av Uribe personligen.
Ledande tjänstemän inom DAS har erkänt att säkerhetstjänsten använts i försök att omkullkasta Venezuelas regering.

### Anklagelser om narkotikahandel
I en rapport från 1991 publicerad av den amerikanska försvarsmakten pekas Uribe ut som en av de ledande inom Pablo Escobars drogsyndikat Medellínkartellen. I rapporten påstås det att Uribe samarbetade med kokainsmugglare och att han även var direkt anställd som tjänsteman inom drogkartellen. Uribes uppgift var, enligt rapporten, att tjäna kartellens intressen i den colombianska kongressen. Ledande tjänstemän inom Colombias och USA:s respektive säkerhetstjänster menar dock att dokumentet är "information från en enda källa", och Överstelöjtnant Chris Conway (Pentagon) drar därför slutsatsen att rapporten inte kan ses som tillförlitlig. När rapporten publicerades, tog Colombias regering avstånd från den, och förklarade, att Uribe aldrig hade haft några utländska affärskontakter, att hans far dödades av Farc-gerillan när han försökte undkomma ett försök till människorov och att han inte hade motsatt sig ett utlämningsavtal, utan velat skjuta på folkomröstningen för att narkotikaintressena inte skulle kunna påverka omröstningen. Rapporten listar även Uribe som "en av Colombias viktigaste knarkhandlare".

### Paramilitarism
1993 medverkade Uribe till bildandet av det paramilitära nätverket CONVIVIR, vars uppdrag låg i att föra krig mot vänstergerillor såsom ELN och Farc-EP samt att ta kontroll över tidigare självständiga jordbruk. Convivir-grupperna har enligt ett flertal undersökningar legat bakom drygt 30000 mord på civilister sedan 1993. 2007 avslöjades att bananproducenten Chiquita finansierade Convivir-gruppernas och AUC:s utrensningsaktioner mot fackligt aktiva bananarbetare.

### Parapolítica
2006 avslöjade Högsta domstolen att 62 medlemmar i den colombianska kongressen ingått hemliga avtal med paramilitära högermiliser runt om i landet. Presidentens kusin, Mario Uribe Escobar, finns bland de åtalade. Uribe har blivit starkt kritiserad för hans vilja att tona ned skandalens omfattning, och kritiker menar att skandalen är högst allvarlig eftersom paramilitärerna har legat bakom tusentals mord i Colombia de senaste åren.